# 오크리지 국립연구소

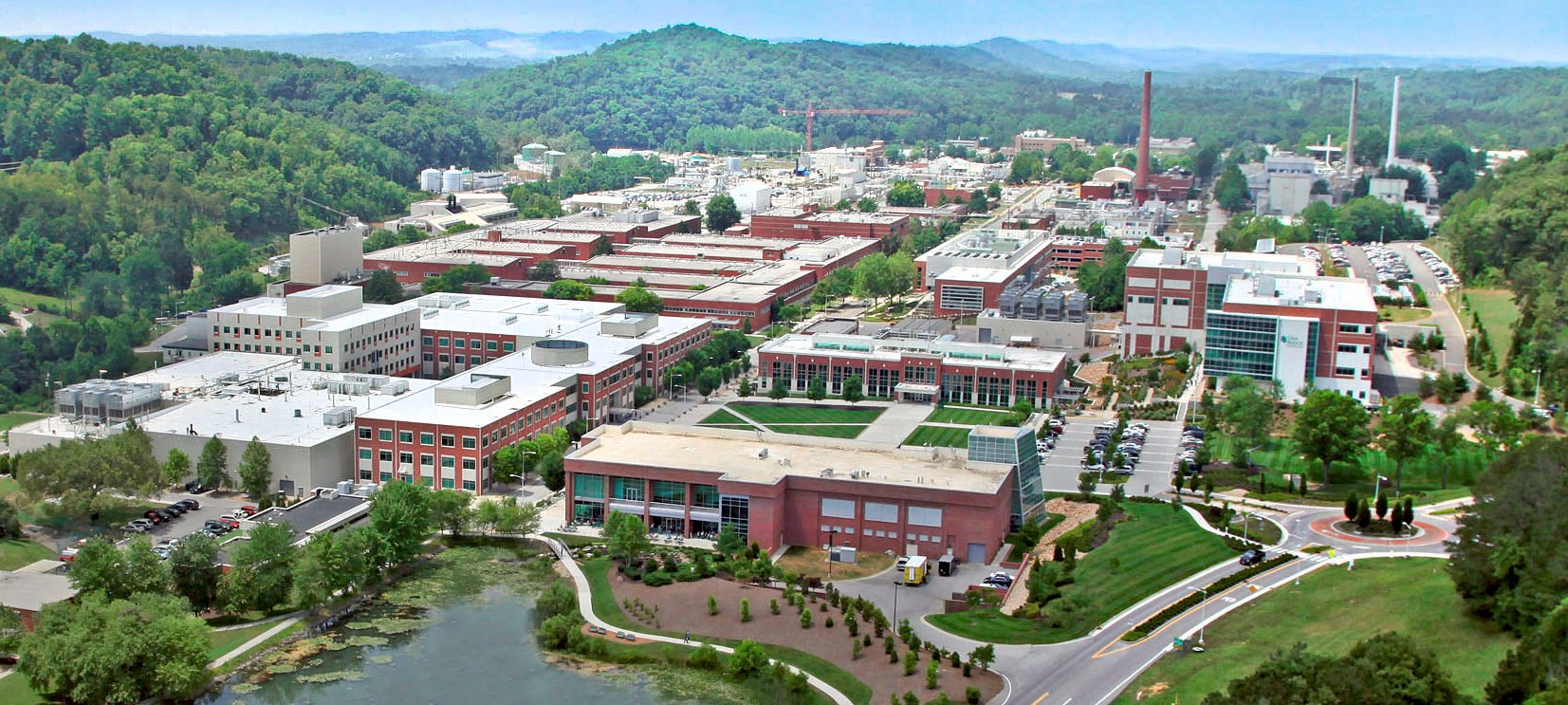

오크리지 국립연구소(Oak Ridge National Laboratory, ORNL)는 미국 에너지부(DOE)가 후원하고 UT-Battelle이 연방 기금 연구 개발 센터 (Federally funded research and development centers,FFRDCs)로 관리 및 운영하는 미국 다중 프로그램 과학 기술 국가 연구소이다. ORNL은 DOE와 계약 및 연간 예산에 의해 에너지 계열 시스템에서 가장 큰 과학 및 에너지 국립 연구소이다. ORNL은 녹스빌 근처 테네시주 오크리지에 있다. ORNL의 과학 프로그램은 재료, 중성자 과학, 에너지, 고성능 컴퓨팅, 시스템 생물학 및 국가 안보에 중점을 두고 있다. ORNL은 에너지, 첨단 소재, 제조, 보안 및 물리 분야의 문제를 해결하기 위해 테네시 주, 대학교 및 산업계와 파트너 관계를 맺고 있다.
이 연구소는 TOP500에 의해 평가 된 현재 세계에서 가장 강력한 성능을 자랑하는 Summit 슈퍼 컴퓨터(2019년 11월 기준)가 있는 곳이며, 이 연구소는 Spallation Neutron Source와 High Flux Isotope Reactor를 포함하는 첨단 중성자 과학 및 원자력 연구 시설이다. ORNL은 Nanophase 재료 과학 센터, BioEnergy 과학 센터, 경량 원자로의 고급 시뮬레이션을 위한 컨소시엄을 주최한다.
오크리지 국립연구소는 1943년에 설립되었다. 당시 맨해튼 프로젝트의 본부가 있던 곳이다. 연간 예산은 16억 5천 만 달러이며, 그 중 80%는 미국 에너지부(Department of Energy)로부터 나머지는 다양한 출처에서 지원된다. 2012년 현재 ORNL에 근무하는 직원은 4,400명이며, 그 중 1,600명이 직접 연구를 진행하고 있으며, 매년 3,000명의 객원연구원이다.
실험실이 18 평방 킬로미터를 차지하는 150평방 킬로미터의 총 면적을 가지고 있다.

## 같이 보기
- 맨해튼 프로젝트